# Котлюба, Николай Уварович
Николай Уварович Котлюба (12 сентября 1941, село Благовещенка ныне Каменско-Днепровского района Запорожской области — 18 октября 1998, город Каменка-Днепровская Каменско-Днепровского района Запорожской области — украинский советский деятель, секретарь парткома производственного объединения «Запорожтрансформатор», 1-й секретарь Ленинского райкома КПУ города Запорожья. Член ЦК КПУ в 1981—1990 годах.

## Биография
В сентябре 1948 — июне 1958 года — ученик Благовещенской средней школы № 1 Каменско-Днепровского района Запорожской области.
В сентябре 1958 — марте 1959 года — ученик коммутатора цеха КРУ, в марте 1959 — августе 1960 года — слесарь-электромонтажник цеха КРУ Запорожского трансформаторного завода.
В сентябре 1960 — марте 1964 года — студент Запорожского машиностроительного института. В марте 1964 — феврале 1965 года — Инженер-конструктор отдела главного конструктора Запорожского трансформаторного завода. В феврале — августе 1965 года — студент Запорожского машиностроительного института, инженер-электромеханик.
В августе 1965 — марте 1970 года — инженер-конструктор отдела главного конструктора Запорожского трансформаторного завода. В марте 1970 г. — октябре 1975 года — руководитель группы отдела главного конструктора, начальник отдела технического контроля Запорожского трансформаторного завода.
Член КПСС с апреля 1970 года.
25 октября 1975 — 20 ноября 1986 года — Секретарь партийного комитета КПУ производственного объединения «Запорожтрансформатор». С 1979 по 1982 год учился на заочном отделении Высшей партийной школы при ЦК КПУ.
20 ноября 1986 — 24 апреля 1991 года — 1-й секретарь Ленинского районного комитета КПУ города Запорожья.
В апреле — июне 1991 года — генеральный директор научно-производственного объединения «Трансформатор» в Запорожье. В июне 1991 — марте 1997 года — президент — генеральный директор подразделения «Техноком» Запорожского завода высоковольтной аппаратуры.
В марте 1997 — 18 октября 1998 года — 1-й заместитель председателя Каменско-Днепровской районной государственной администрации Запорожской области.

## Награды
- орден Трудового Красного Знамени
- орден Дружбы народов
- медали